# 越谷市立大沢小学校
越谷市立大沢小学校（こしがやしりつ おおさわしょうがっこう）は、埼玉県越谷市大沢にある公立小学校。

## 沿革
- 1877年2月 - 大沢学校として開設
- 1886年9月 - 共和学校を設立
- 1892年8月 - 大沢尋常小学校に改称
- 1902年9月 - 大沢町立大沢尋常小学校に改称
- 1922年3月 - 大沢町立尋常高等小学校に改称
- 1941年4月 - 大沢町立大沢国民学校に改称
- 1947年4月 - 大沢町立大沢小学校に改称
- 1954年11月 - 越谷町立大沢小学校に改称
- 1958年11月 - 越谷市立大沢小学校に改称、校章制定
- 1966年4月 - 校歌制定
- 1971年4月 - 越谷市立桜井小学校、越谷市立大沢小学校、越谷市立大袋小学校、越谷市立新方小学校、越谷市立増林小学校を分離して越谷市立大沢北小学校を開設
- 1973年4月 - 越谷市立北越谷小学校を分離
- 1978年4月 - 越谷市立鷺後小学校を分離[1]

## 教育目標
- よく考え工夫する子（知）
- 思いやりがあり助け合う子（情）
- 体力のある元気な子（体）
- がまん強くやりぬく子（意）[2]

## 通学区域
- 大沢 - 一部
- 東大沢一丁目 - 一部
- 東大沢五丁目 - 一部
- 大沢一丁目 - 全域
- 大沢二丁目 - 全域
- 大沢三丁目 - 全域
- 大沢四丁目 - 全域
- 花田 - 一部
- 越ヶ谷 - 一部[3]